# Шазе, Джейси
Джошуа Скотт «Джейси» Шазе (англ. Joshua Scott «JC» Chasez; род. 8 августа 1976 года, Вашингтон, США) — американский поп-певец, композитор, продюсер, танцор и актёр. Солист бой-бэнда ’N Sync.

## Биография

### Ранние годы
Джошуа Скотт Шазе родился 8 августа 1976 года в Вашингтоне, но вырос в городе Боуи, штат Мэриленд в семье Карен и Роя Шазе. Был усыновлен парой Шазе в 9 лет. Имеет брата и сестру: Хизер и Тайлера Шазе.

### Карьера
Когда Джейси учился в средней школе, его мать прочитала статью в газете о наборе в телепрограмму «Клуб Микки Мауса» и отправила сына на кастинг. Тот прошел отбор в первом же туре и выступал в шоу до его закрытия в 1994 году. Там он познакомился с Джастином Тимберлейком, Бритни Спирс, Кристиной Агилерой и Кери Расселл.
В 1995 году Тимберлейк предложил ему присоединиться к начинающей группе ’N Sync. Вскоре ’N Sync стал одним из самых успешных бойз-бэндов, а Джейси стал автором таких песен, как No Strings Attached, Bringin’ Da Noise, Digital Get Down и Space Cowboy; все они вошли в альбом No Strings Attached. Также стал соавтором таких песен как The Game Is Over, Selfish и других, вошедших в третий альбом группы Celebrity. В 2002 году ’N Sync объявили о перерыве в своей деятельности.
В декабре 2002 года Джейси записал сингл Blowin’ Me Up (With Her Love), который стал саундтреком к фильму «Барабанная дробь». В 2004 году выпустил сольный альбом Schizophrenic. В конце 2006 года вышел его сингл Until yesterday. До этого, в конце лета 2006 года, Джейси и Джастин Тимберлейк объединили свои туры и провели несколько совместных выступлений. Его второй сольный альбом Story of Kate должен был выйти в начале 2007 года. Однако в сентябре 2007 года Джейси разорвал контракт с Jive Records, и это отложило выход альбома.
Также Джейси писал песни для таких исполнителей как Girls Aloud, Basement Jaxx, Jonatha Brooke и Backstreet Boys (для их альбома Unbreakable). В июне 2006 года журнал People признал Джейси «самым завидным холостяком».
Помимо музыкальной карьеры Джейси снялся в эпизодах сериалов «Говорящая с призраками», «Лас-Вегас», проекте Pussycat Dolls Presents: The Search for the Next Doll, клипе Моби We Are All Made Of Stars, а также в фильме «Зимние мертвецы». В 2009—2010 годах был судьёй танцевального шоу «Короли танцпола». В 2012 году создал группу Girl Radical.
После длительного перерыва воссоединился с коллегами по группе для выступления на церемонии MTV Video Music в 2013 году.
В 2019 году Шазе и все остальные члены группы (кроме Тимберлейка) выступили на фестивале Коачелла вместе с Арианой Гранде. Певица крикнула со сцены  в зал, что это осуществление её мечты (Гранде с детства была фанаткой ’N Sync).

### Личная жизнь
В 2005 году встречался с Евой Лонгорией, а в 2012 году — с Катрин Смит. С 2018 года находится в отношениях с Дженнифер Хуанг.

## Работы

### Дискография
Альбомы
- Schizophrenic (2004) не вышел
- Story of Kate (2007)

Синглы
- Simply Being Loved [Somnambulist][2] (2003); совместно с BT
- Blowin' Me Up (With Her Love) (2003)
- Some Girls (Dance with Women) (2004)
- All Day Long I Dream About Sex (2004)
- Until Yesterday (2005)
- You Ruined Me (2005)

### Фильмография
| Год       |   | Русское название       | Оригинальное название | Роль              |
| --------- | - | ---------------------- | --------------------- | ----------------- |
| 1993—1994 | с | Изумрудная бухта       | Emerald Cove          | Кларенс Адамс     |
| 1999      | ф | Воля случая            | Longshot              | работник пиццерии |
| 2003      | с | Привет из Тусона       | Greetings from Tucson | Джей Дюгрей       |
| 2006      | с | Говорящая с призраками | Ghost Whisperer       | Самсон            |
| 2008      | с | Лас-Вегас              | Las Vegas             | Уильям            |
| 2008      | ф | Зимние мертвецы        | Killer Movie          | Тед Бакли         |
| 2009      | ф | —                      | 21 and a Wake-Up      | доктор Том Дрюри  |
| 2014      | ф | Красное небо           | Red Sky               | Алекс Круз        |
| 2016      | ф | Премьера               | Opening Night         | Джейси            |